# Rafałówka (gromada)
Rafałówka (do 30 grudnia 1959 Dobrzyniówka) – dawna gromada, czyli najmniejsza jednostka podziału terytorialnego Polskiej Rzeczypospolitej Ludowej w latach 1954–1972.
Gromady, z gromadzkimi radami narodowymi (GRN) jako organami władzy najniższego stopnia na wsi, funkcjonowały od reformy reorganizującej administrację wiejską przeprowadzonej jesienią 1954 do momentu ich zniesienia z dniem 1 stycznia 1973, tym samym wypierając organizację gminną w latach 1954–1972.
Gromadę Rafałówka z siedzibą GRN w Rafałówce utworzono 31 grudnia 1959 w powiecie białostockim w woj. białostockim, w związku z przeniesieniem siedziby GRN gromady Dobrzyniówka z Dobrzyniówki do Rafałówki i przemianowaniem gromady na gromada Rafałówka. Równocześnie, do gromady Rafałówka przyłączono obszar zniesionej gromady Kamionka.
1 stycznia 1972 z gromady Rafałówka wyłączono obszar lasów państwowych Nadleśnictwa Żednia, obejmujący oddziały: 204, 205, 206 i 207 włączając go do gromady Michałowo, przyłączając w zamian z gminy Michałowo obszar lasów państwowych Nadleśnictwa Żednia obejmujący oddziały 218, 219, 220, 223 i 224.
Gromada przetrwała do końca 1972 roku, czyli do kolejnej reformy gminnej.